# Dăm kết
Dăm kết (tiếng Anh: Breccia, tiếng Pháp: Brèche) là một loại đá hình thành từ các mảnh vỡ của khoáng vật hoặc đá nào đó chưa bị mài tròn, rồi được kết dính với nhau bởi một mảng vật liệu hạt mịn , mà vật liệu gắn kết có thể tương tự hoặc khác với thành phần của các mảnh vỡ. Từ Breccia có nguồn gốc từ tiếng Ý, có nghĩa là "sỏi rời" hoặc "đá được làm bằng sỏi xi măng".
Dăm kết có thể có nhiều nguồn gốc hình thành khác nhau, và thường có thêm phần tên để chỉ nguồn gốc đó. Ví dụ dăm kết trầm tích, dăm kết kiến tạo, dăm kết magma, dăm kết va chạm, dăm kết nhiệt dịch .

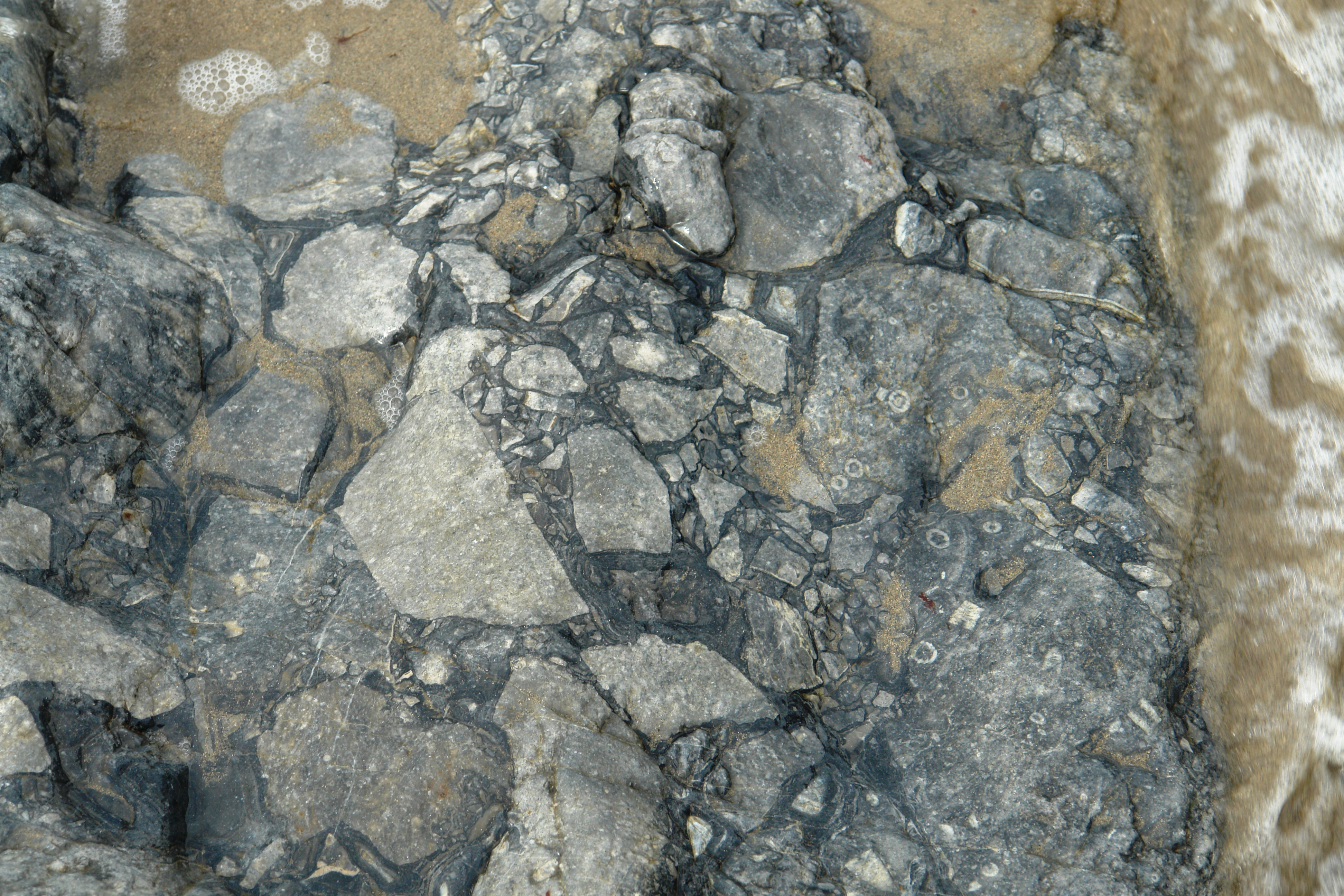
Dăm kết ở Ballybunion, Ireland
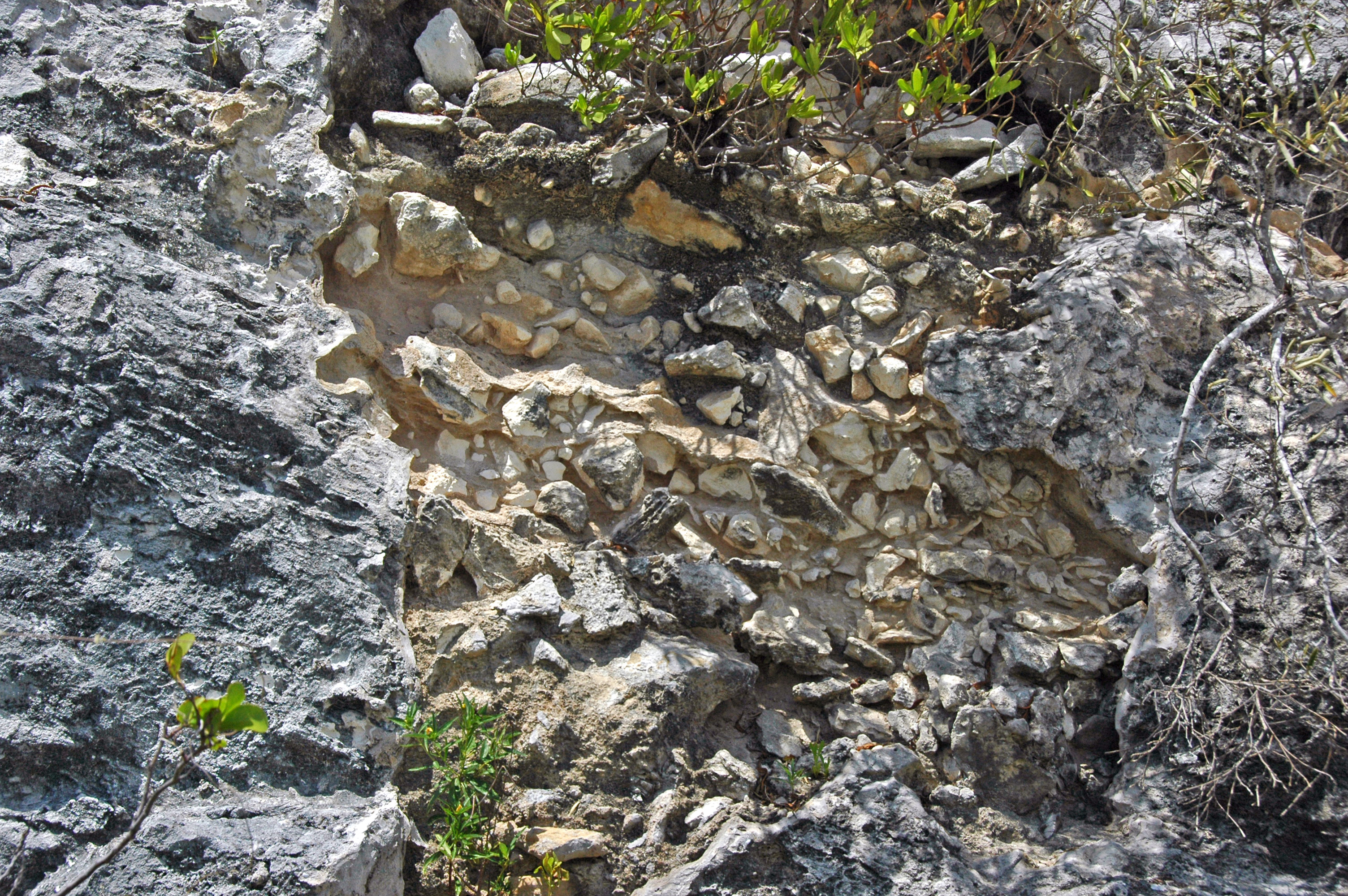
Dăm kết có lấp đầy khe, ở Bahamas
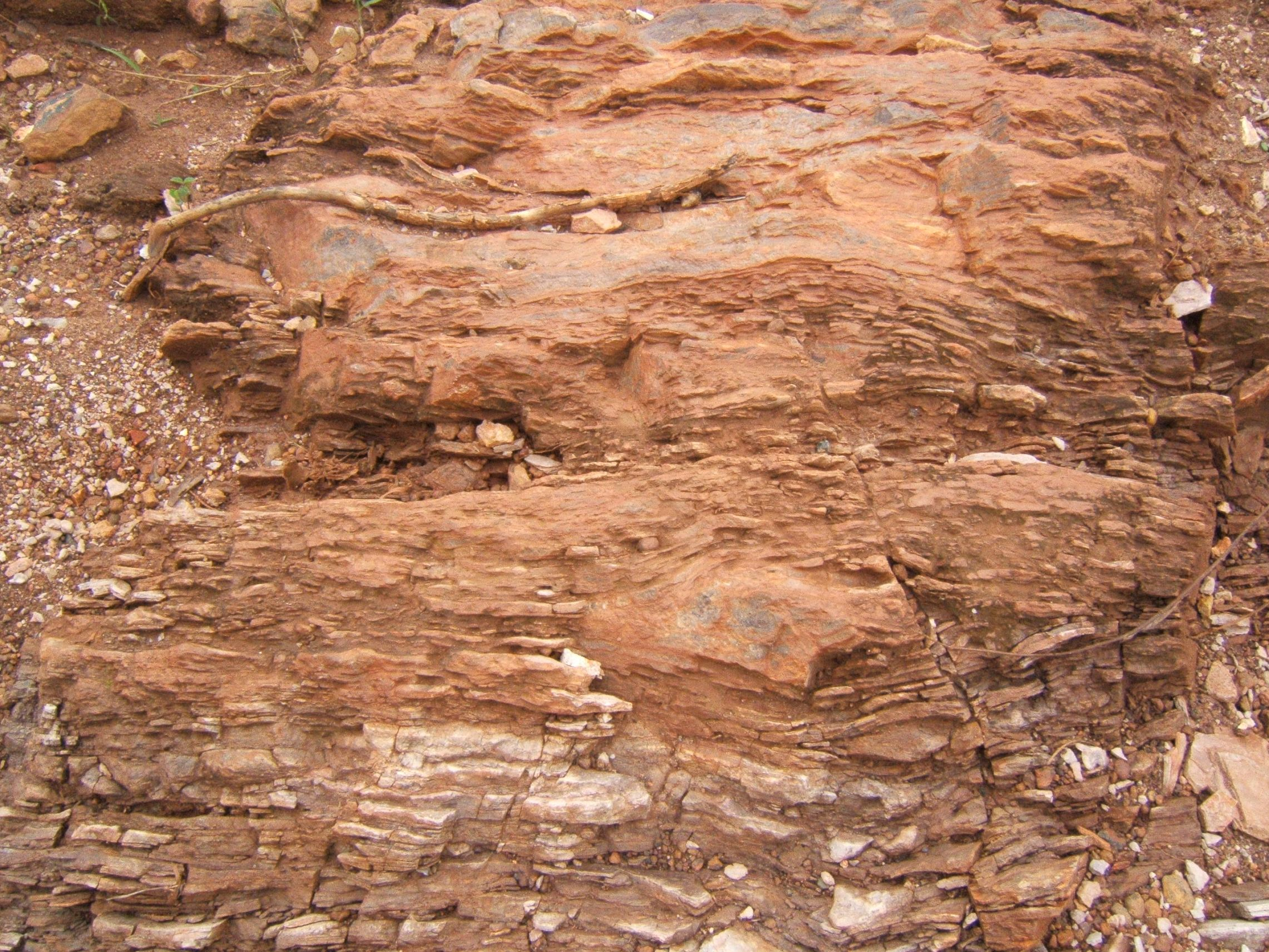
Giả dăm kết trong granit phong hóa, ở Bình Thuận, Việt Nam

## Các phân biệt
Dăm kết tương tự như bê tông đúc với phối liệu là đá dăm còn sắc cạnh thu được từ xay đá, mà sản phẩm có thể gọi là dăm kết nhân tạo. Nó đồng dạng với cuội kết, sỏi kết, sạn kết nhân tạo khi dùng phối liệu là cuội, sỏi, sạn hay cát vàng là các cục phối liệu đã mài tròn.
Giả dăm kết là tình trạng một số loại đá magma hoặc trầm tích khi phong hóa thì hình thành các khe nứt vỡ theo những phương xác định, tạo ra các mảnh dăm nằm tại chỗ. Các khe nứt vỡ có thể bị lấp đầy bởi vật liệu nào đó do nước dẫn đến.